# Chrostosoma halli
Chrostosoma halli är en fjärilsart som beskrevs av William James Kaye. Chrostosoma halli ingår i släktet Chrostosoma och familjen björnspinnare. Inga underarter finns listade i Catalogue of Life.